# Кенері-Ворф (станція, DLR)
51°30′18″ пн. ш. 0°01′15″ зх. д. / 51.5051° пн. ш. 0.0209° зх. д.
Кенері-Ворф (англ. Canary Wharf) — естакадна станція Доклендського легкого метро, у Кенері-Ворф, боро Тауер-Гемлетс. Станція розташована у 2-й тарифній зоні між станціями Вест-Індія-Кі, Вестферрі та Герон-Кіз. Пасажирообіг на 2017 рік — 19.359 млн осіб

## Пересадки
- на автобуси маршрутів: 135, 277, D3, D7, D8, нічний маршрут N550.
- метростанцію Кенері-Ворф

## Операції
| Попередня станція | Лінія | Лінія                   | Лінія | Наступна станція |
| ----------------- | ----- | ----------------------- | ----- | ---------------- |
| Вест-Індія-Кі     |       | Доклендське легке метро |       | Герон-Кіз        |
| Вестферрі         |       | Доклендське легке метро |       | Кінцева          |